# Gare de Saint-Ambroix
La gare de Saint-Ambroix est une gare ferroviaire française de la ligne du Teil à Alès, située sur le territoire de la commune de Saint-Ambroix, dans le département du Gard en région Occitanie.
C'est une halte voyageurs de la Société nationale des chemins de fer français (SNCF), qui était desservie des trains TER Languedoc-Roussillon, avant la suspension du service depuis 2012.

## Situation ferroviaire actuelle
Établie à 151 mètres d'altitude, la gare de Saint-Ambroix est située au point kilométrique (PK) 745,095 de la ligne du Teil à Alès (déclassée entre Aubignas - Alba et Robiac), entre les gares de Molières-sur-Cèze et de Saint-Julien - les Fumades.

## Histoire

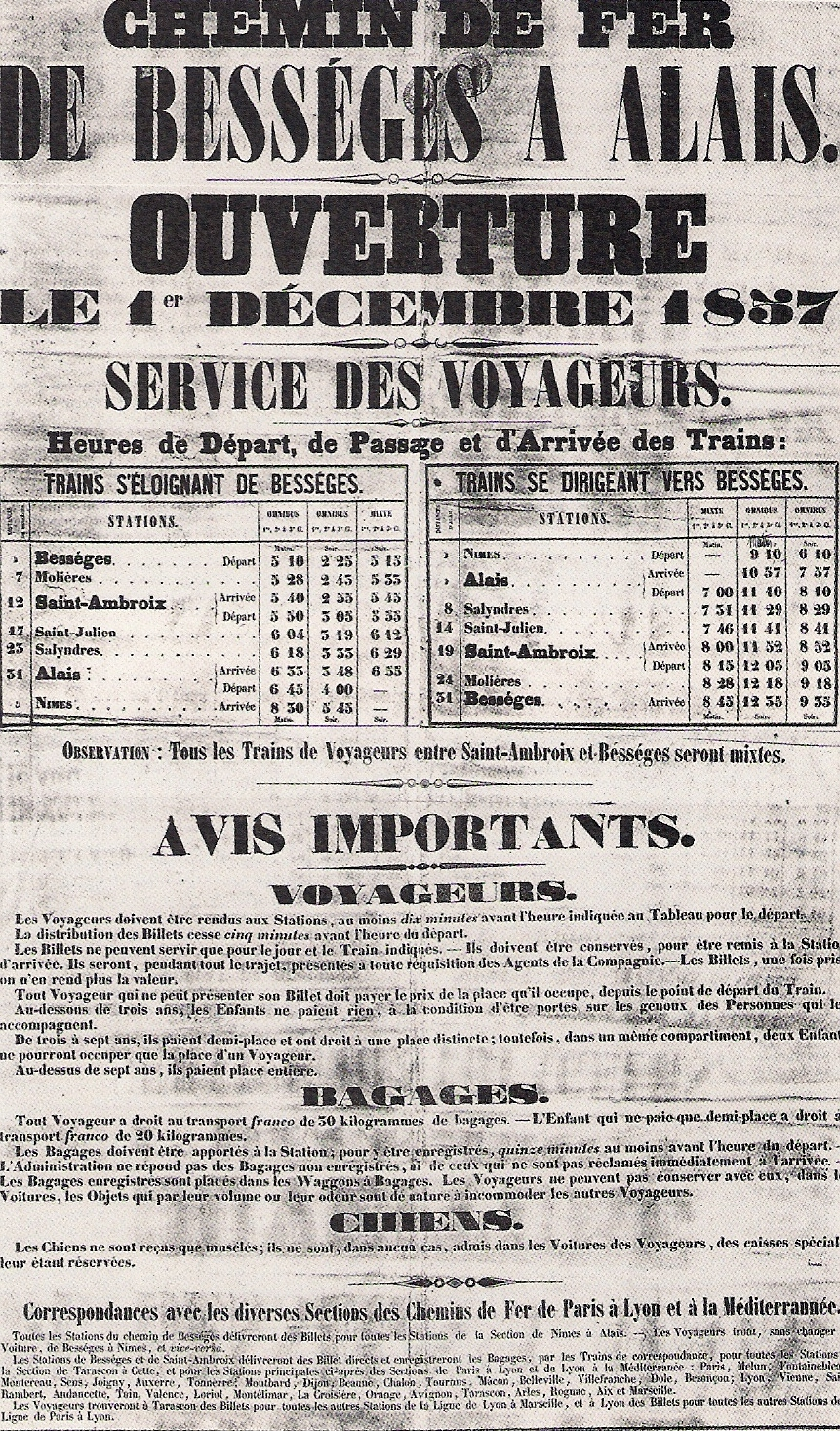
Affiche de l'ouverture de la ligne de Bessèges à Alais.

La gare de Saint-Ambroix est mise en service le 1er décembre 1857 par la Compagnie du chemin de fer de Bessèges à Alais, lorsqu'elle ouvre à l'exploitation sa ligne de Bessèges à Alais.

## Service des voyageurs

### Accueil
Halte SNCF, c'est un point d'arrêt non géré (PANG) à entrée libre dont le service est suspendu depuis 2012.

### Desserte
Saint-Ambroix était desservie par des trains TER Languedoc-Roussillon qui effectuaient des missions entre les gares d'Alès et de Bessèges avant la suspension du service en 2012.

### Intermodalité
Un parking y est aménagé.